# صداشکن
صداشکن ابزاری برای جلوگیری از ورود صدا به گوش می‌باشد که در محیط‌های پُر سروصدا (به خصوص در کارخانجات) استفاده می‌شود. صدا شکن‌ها معمولاً ضدآب نیز می‌باشند. طبق قوانین کار مقرر شده‌است که اگر فرد در محیط کاری قرار داشته باشد که شدت اصوات موجود در آن بیش از ۸۵ دسی‌بل باشد، باید از وسایل حفاظت از شنوایی استفاده کند. اگر فردی از قبل دچار مشکلات کاهش شنوایی باشد؛ حتی با شدت صوت کمتر و مدت زمان کار کمتر نیز به محافظ گوش نیاز دارد. ضروری است که در تمام طول ساعات کار در محیط پر سر و صدا، محافظ بر روی گوش باقی بماند چرا که در بعضی موارد حتی برداشتن ۱۵ دقیقه محافظ از روی گوش، کارایی فرد را به نصف کاهش می‌دهد. اما استفاده از وسایل محافظ شنوایی باید شرایطی را فراهم کند که از شدت صدای بلند کاسته شود، ولی در عین حال فرد توانایی شنیدن سایر صداهای موجود در محیط را داشته باشد تا اگر خطر یا حادثه‌ای مانند آتش‌سوزی در محل کار رخ داد، فرد بتواند علایم صوتی هشداردهنده را بشنود.

## انواع محافظ گوش
- گوش بند
- گوشی ایمنی
- محافظ شنوایی الکترونیکی:

این وسیله الکترونیکی سبب تنظیم صدا بر اساس شدت در تمام زمان‌ها می‌شود.
این نوع محافظ معمولاً در مکان‌هایی مورد استفاده قرار می‌گیرد که به صورت ناگهانی شدت صدای محیط بالا برود.
این نوع محافظ مانند Ear muff عمل می‌کند و حدود ۱۹ تا ۳۱ دسی‌بل از شدت صدا را می‌کاهد.
برخی محافظ‌های شنوایی الکترونیکی، هنگامی که صدا بیش از حد بلند است و برای سلامت شنوایی انسان مضر تشخیص داده می‌شود، به‌طور موقت صدا را قطع می‌کنند و پس از برطرف شدن صدای بلند، مجدداً صدا را برقرار می‌کنند.
برخی از این نوع محافظ‌ها، صدای خطرزا را به سطح ایمن آن کاهش می‌دهند.